# کالج وسلین
کالج وسلین (به انگلیسی: Wesleyan College) یک کالج هنرهای آزاد در آمریکا، آموزش عالی و زنان در آمریکا و historic district in the United States در ایالات متحده آمریکا است که در جورجیا واقع شده‌است.